# Cindy Perros
Pour les articles homonymes, voir Perros.
Cindy Perros est une sportive française, née le 7 février 1990 à Brest. Elle pratique le kick-boxing et la boxe française. En 2014, elle devient championne du monde promotionnelle ISKA (-65 kg) de kick-boxing.

## Biographie
Issue d'une mère permanencière au samu et d'un père artisan elle passe son enfance à Landerneau jusqu’à ses 22 ans. Cindy pratique le kick-boxing (Elite) et la boxe française (Elite A) à un haut niveau. Elle mesure 1,75 m pour 65 kg.
Ces disciplines sportives lui permettent de se défouler, de se dépasser, de travailler sa condition physique pour rester en forme et prendre soin de son corps et de son esprit.
Cindy vit à Brest et exerce le métier de professeur d'éducation physique et sportive au lycée Javouhey depuis la rentrée de septembre 2013.
Elle a accédé au titre de championne du monde en mai 2014 et championne d'Europe en novembre 2013 promotionnelle ISKA de kick-boxing. Elle poursuit ensuite vers un second titre mondial dans la même catégorie en 2018, puis en décroche un troisième en -63,5 kg en 2019. 

## Carrière

### Ses débuts
Avec un père compétiteur, champion de kick-boxing, de full contact et une mère entraineur à l’école de boxe, c'est tout naturellement qu'à l’âge de 6 ans elle débute à l’école de boxe de Landerneau avec sa mère comme entraineur.

### Son parcours
Elle intègre le cercle Charlemont puis le tiger boxing club à Landerneau (avec ses parents entraineurs) jusqu’en 2004. Ensuite elle rejoint le club de boxe française  à Lesneven jusqu’en 2008, les Côtes des légendes, entraînée par Thierry Corvez. À partir de 2008, elle suit Thierry qui monte le club Savate du Rohan à Landerneau. Elle obtiendra deux titres de championne de France Espoir en boxe française en moins de 70 kg. Elle se dirige ensuite vers le kick-boxing et rejoint le club de l'Iroise kick-boxing basé à Loperhet. Ce n'est qu'en 2013 qu'elle se fait entraîner par son père, Eric Perros, au club Gym boxing club à Plouescat.
Actuellement elle est licenciée au club de l'iroise kick boxing de Loperhet.

## Influences
Quand on pense à Cindy, on ne peut s'empêcher de penser à son père, multiple champion du monde. Cindy tire aussi sa motivation des personnes qui l'entourent et qui l'encouragent. Sa famille, ses amis et tous ses partenaires d'entraînement (sparring) du club de Landerneau et de Loperhet. Le soutien de ces personnes lui permet d'aller loin dans les compétitions et la porte dans chacun de ses combats.

## Implications
En plus d'être compétitrice, Cindy sait communiquer sa passion aux autres. Elle est monitrice de boxe française depuis 2011 au club de Landerneau et dispose d'un diplôme de juge arbitre secteur, qu'elle a obtenu en 2010. Ce diplôme lui permet d'arbitrer (en tant que juge ou arbitre) des rencontres de savate jusqu'au niveau secteur (incluant les rencontres départementales et de ligue).

## Hors ring
En dehors de la boxe, Cindy aime décompresser pendant les festivals bretons d'été et elle aime aussi se ressourcer en famille.

## Palmarès fédéral
Kick-boxing : 
2019 Championne du monde promotionnelle ISKA -63,5 kg
2018 Championne du monde promotionnelle ISKA -65 kg
- 2014 Championne du monde promotionnelle ISKA -65 kg[1]
- 2013 Championne d’Europe promotionnelle ISKA -65 kg
- 2013 Vice-championne de monde WAKO -65 kg
- 2013 Vice-championne de France Elite -65 kg
- 2010 Championne de France junior -70 kg (classe B)

Boxe française : 
- 2012 4e sur liste nationale Elite -65 kg
- 2012 Demi-finaliste du championnat de France Elite -65 kg
- 2011 Demi-finaliste du championnat de France Elite -65 kg
- 2011 Championne du tournoi de France séniors féminin (Elite)
- 2010 Championne de France Espoir -70 kg
- 2009 Championne de France Espoir -70 kg

Full contact : 2015, Médaillée de bronze à l'irsh open.

## Palmarès universitaire
Boxe française : 

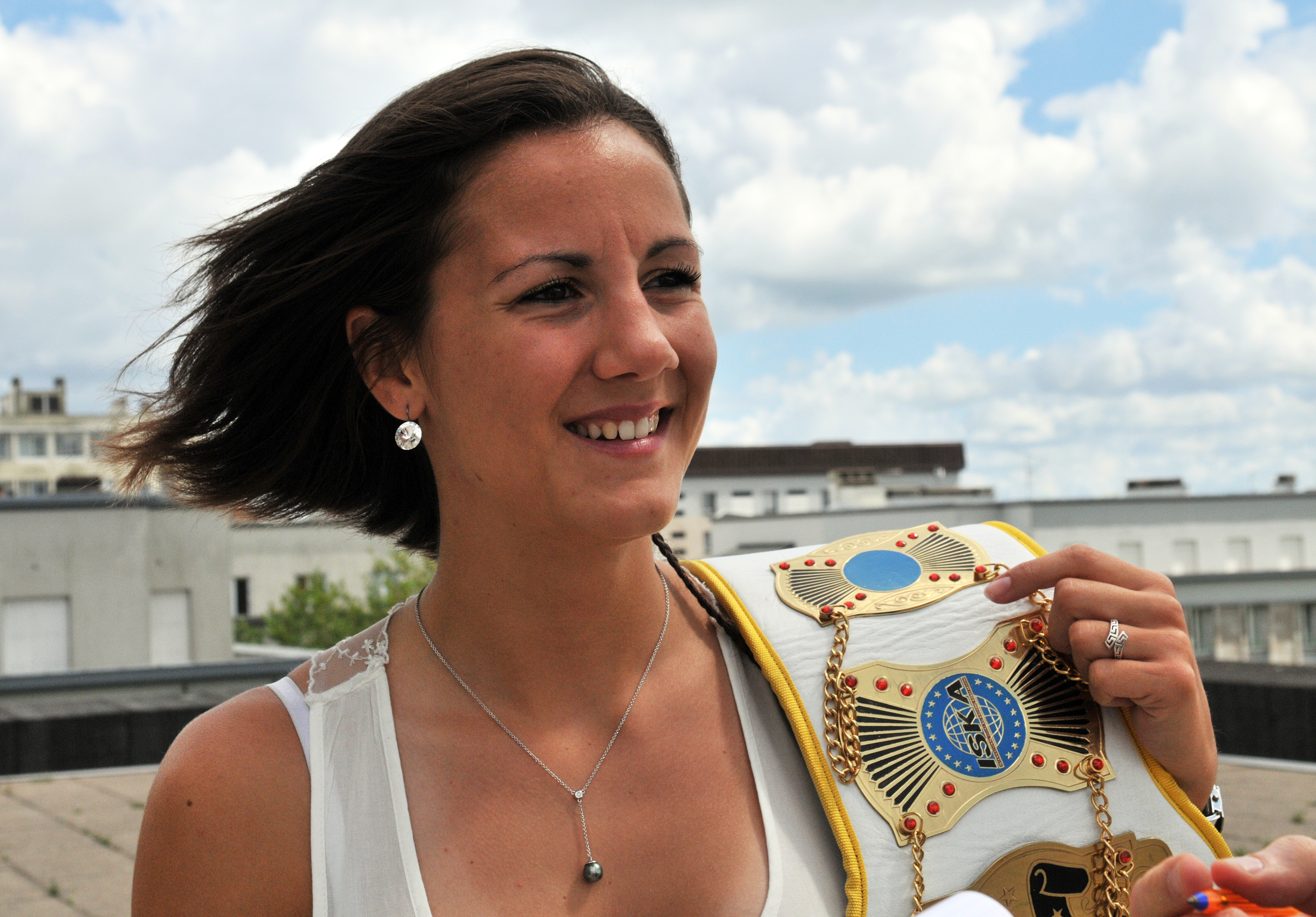
Portrait de Cindy Perros

- 2012 Championne de France -65 kg (assaut)
- 2011 Vice championne de France -65 kg (assaut)
- 2010 Médaille de Bronze au championnat de France -70 kg (assaut)
- 2009 Vice championne de France +65 kg (assaut)

Boxe anglaise :
- 2011 Championne de France Assaut -64 kg
- 2011 Vice Championne du tournoi de France pré-combat -64 kg
- 2010 Médaille de Bronze au championnat de France Assaut +64 kg
- 2009 Médaille de Bronze au championnat de France Assaut +64 kg

## Combats
29 Combats en boxe française, full contact et en kick-boxing : 
- 23 Victoires : 4 par Hors Combat
- 6 Défaites

## Exploits sportifs
En 2013, Cindy devient championne d’Europe promotionnelle ISKA en -65 kg à Brest, salle Marcel Cerdan, devant un public acquis à sa cause. Elle bat aux points l'Allemande Johanna Kruse.
En 2014, elle devient championne du monde promotionnelle ISKA -65 kg à Troyes en battant aux points l'Allemande Lisa Schewe.
Pour sa première sélection en équipe de France en 2013, Cindy est devenue vice-championne du monde Wako de kick-boxing à Sao Paulo au Brésil, s'inclinant de seulement deux points en finale face à la Polonaise Roza Gumienna.

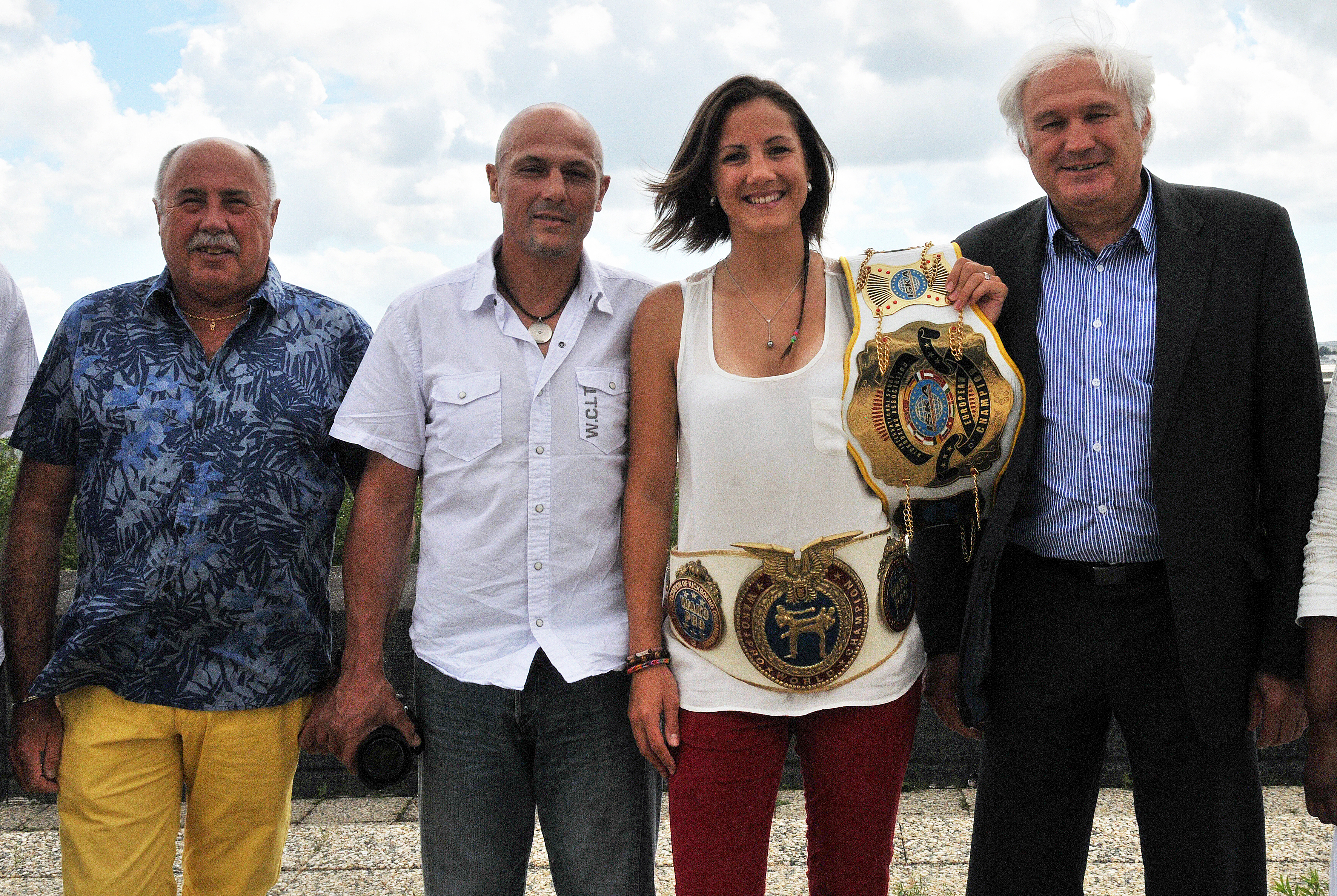
Cindy avec son père, Eric Perros et Patrick Appéré l'adjoint au maire chargé du sport de Brest